# Кентервилски дух (ТВ филм)
„Кентервилски дух” је југословенски телевизијски филм из 1962. године. Режирао га је Сава Мрмак, а сценарио је написао Владимир Царин по мотивима истоимене приче Оскара Вајлда.

## Улоге
| Глумац             | Улога |
| ------------------ | ----- |
| Дара Чаленић       |       |
| Олга Ивановић      |       |
| Мирко Милисављевић |       |
| Жарко Митровић     |       |
| Миливоје Томић     |       |
| Анка Врбанић       |       |
| Надежда Вукићевић  |       |
| Бранка Зорић       |       |